# J'ai deux amours (téléfilm)
Pour les articles homonymes, voir J'ai deux amours.

J'ai deux amours est un téléfilm français réalisé par Caroline Huppert réalisé en 1995 et diffusé pour la première fois en 1996. Il dure 115 minutes.

## Synopsis
Sophie, la quarantaine, s'apprête à partir en vacances avec ses trois enfants, Julie, Simon et Fanny, ainsi que leurs deux meilleurs amis dans une vaste maison qu'elle a louée en Provence. Costumière réputée, elle a, pour une fois, accepté d'assurer cette garde d'été. Mais au moment même des adieux, Sophie est contactée par Bob, un grand metteur en scène américain, désireux de lui confier la création des costumes de son prochain spectacle...

## Fiche technique
- Réalisateur : Caroline Huppert
- Scénario : Caroline Huppert
- Musique : Jean-Claude Vannier
- Date de sortie : 9 novembre 1996 sur TF1

## Distribution
- Pierre Arditi : Bertrand
- Caroline Sihol : Sophie
- Jean-François Stévenin : Frédéric
- Isabelle Gélinas : Chantal
- Bob Swaim : Bob
- Eloïse Charretier : Julie
- Noam Morgensztern : Simon
- Paola Debiasi : Fanny
- André Dupon : M. Martin
- Marie-Bénédicte Roy : Agnès
- Luis Lucas : Paul
- Anna-Teresa Ferraz : Violetta
- Melody Gérard : Laetitia
- Arthur Szenberg : Adrien